# Elger IV. zu Hohenstein
Elger zu Hohenstein (* um 1180; † 14. Oktober 1242, Frankfurt am Main) war ein deutscher Dominikaner. Er war der erste Prior des Eisenacher Dominikanerklosters sowie in seinen letzten Lebensjahren Ratgeber und Vertrauter Heinrich Raspes.

## Leben
Er wurde um 1180 als viertes und jüngstes Kind des Grafen Elger III. zu Hohenstein und dessen Frau Oda geboren. Es entsprach dem Zeitgeist, dass Elger als Jüngstgeborener eine geistliche Laufbahn einschlug. Erstmals als Kleriker wurde er 1217 erwähnt. Vermutlich Friedrich II. verlieh ihm um 1220 das Amt des Propstes der Stiftskirche St. Simon und Judas zu Goslar, zugleich bekleidete er das Amt des Domherrn des Hochstifts Halberstadt. Unter dem Eindruck der Predigten des Franz von Assisi und des Dominikus, aber auch angesichts der aufkommenden Inquisition, gab Hohenstein die Laufbahn eines kirchlichen Amtsträgers auf und wandte sich 1226 nach Paris. Dort widmete er sich zunächst verschiedenen Studien, bevor er seine weltlichen Güter hinter sich ließ und dem Dominikanerorden beitrat. Jordan von Sachsen, Ordensgeneral der Pariser Dominikaner, entsandte Elger zu Hohenstein und drei weitere Dominikaner 1228 nach Erfurt. Dort wurden sie freundlich empfangen und erhielten vom Magistrat der Stadt den Rastenberger Hof, den sie zu einem Kloster umbauten, von dem heute noch die Predigerkirche erhalten ist.

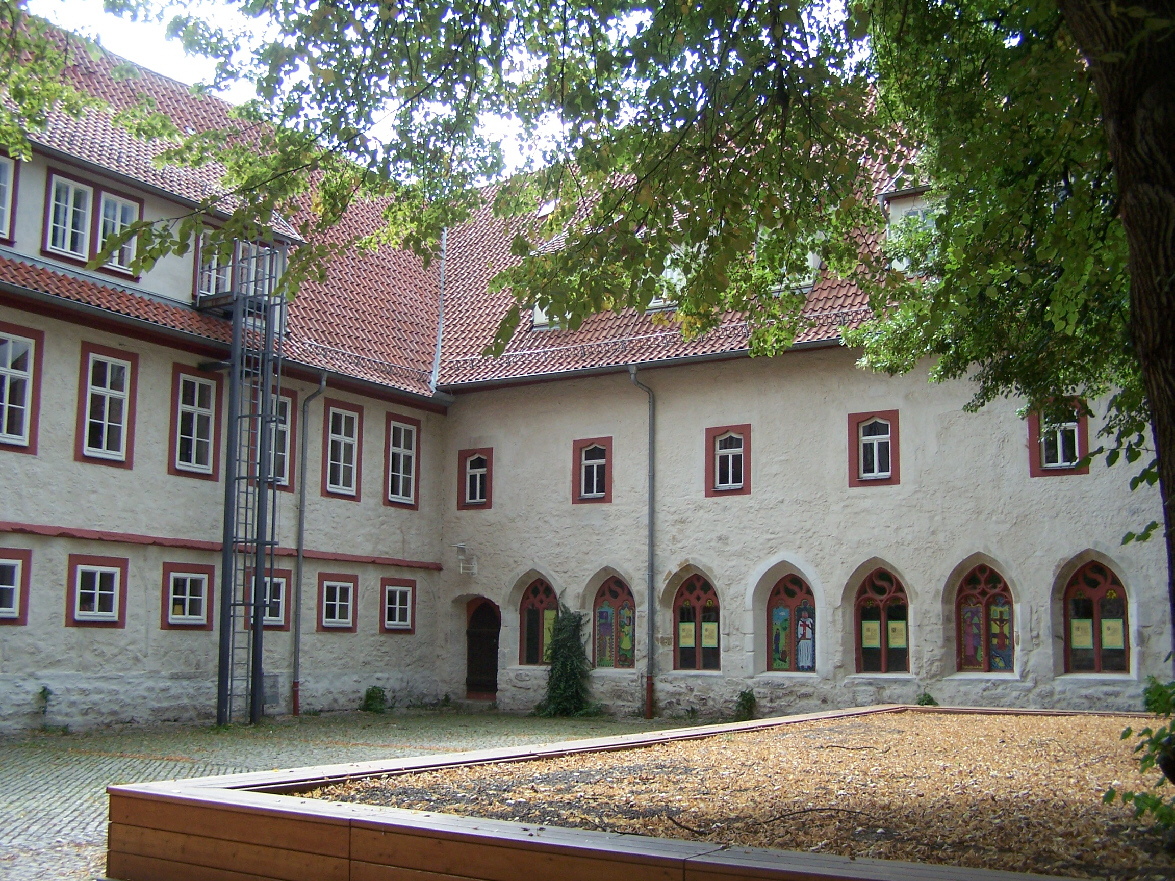
Kreuzgang des Dominikanerklosters Eisenach

Auf seinen Reisen durch Thüringen lernte Elger in Eisenach Heinrich Raspe kennen. Dieser hatte beschlossen, zu Ehren der Heiligen Elisabeth und als Sühne für die durch seinen Bruder Konrad von Thüringen verübten Gräueltaten bei der Einnahme Fritzlars im Jahre 1232 ein Kloster zu errichten. Er berief Elger zu Hohenstein zum ersten Prior, und Hohenstein wurde vom Eisenacher Konvent bestätigt. Am 13. April 1236 wurde das Dominikanerkloster zu Eisenach eröffnet. Landgraf Heinrich Raspe erkor Hohenstein gleichzeitig zu seinem persönlichen Beichtvater und Ratgeber.
Trotz seiner angegriffenen Gesundheit musste Hohenstein den Landgrafen im Frühjahr 1242 anlässlich eines von Friedrich II. einberufenen Reichstages nach Frankfurt am Main begleiten. Dort verstarb er am 14. Oktober 1242. Sein Leichnam wurde von Heinrich nach Eisenach überführt, wo er mit bischöflichen Ehren in der Krypta der Predigerkirche beigesetzt wurde.